# Michael Talbot
 (avril 2013).
Si vous disposez d'ouvrages ou d'articles de référence ou si vous connaissez des sites web de qualité traitant du thème abordé ici, merci de compléter l'article en donnant les références utiles à sa vérifiabilité et en les liant à la section « Notes et références ».
Pour les articles homonymes, voir Michael Talbot (musicologue) et Talbot (homonymie).
Œuvres principales
- La Tourbière du diable
- Mysticisme et Physique nouvelle
- L'Univers : Dieu ou hasard
- L'univers est un hologramme

Michael Coleman Talbot, né le 29 septembre 1953 à Grand Rapids dans le Michigan et mort le  27 mai 1992 à Londres, est un écrivain américain. Il est l'auteur de plusieurs livres se rapportant au mysticisme quantique et aux modèles de réalité qui font de l'univers un hologramme. Selon Talbot, la perception extrasensorielle, la télépathie et les phénomènes paranormaux sont réels et produits par le modèle holographique de la réalité.

## Biographie
Michael Talbot est né à Grand Rapids, Michigan le 29 septembre 1953. Il tente d'incorporer la spiritualité, la religion et la science pour faire la lumière sur des problèmes profonds. 
Il fait souvent référence à Stanislav Grof et à ses travaux sur la Respiration holotropique.
Michael Talbot meurt d'une leucémie le 27 mai 1992.

## Œuvres

### Romans
- (en) The Delicate Dependency, 1982
- La Tourbière du diable, Presses de la Cité, 1989 ((en) The Bog, 1986), 271 p.  (ISBN 978-2258025882)
- (en) Night Things, 1988

#### Essais
- Mysticisme et Physique nouvelle, Mercure de France, 1984 ((en) Mysticism And The New Physics, 1980), 235 p.  (ISBN 978-2715201828)
- L'Univers : Dieu ou hasard, J'ai lu, 2001 ((en) Beyond The Quantum, 1986), 251 p.  (ISBN 978-2277226772)
- (en) Your Past Lives, 1987
- L'univers est un hologramme, Pocket, 1997 ((en) The Holographic Universe, 1991), 502 p.  (ISBN 978-2266076173)